# Emblema della Corea del Nord
Nell'emblema della Corea del Nord sono riproposti i fasci di riso che lo racchiudono. Essi sono un simbolo ricorrente nell'araldica di molti Stati socialisti.
Il tema centrale è l'industrializzazione del Paese (la centrale idroelettrica e il traliccio dell'alta tensione). La stella rossa sottolinea chiaramente il ruolo che il Partito del Lavoro di Corea ha assunto nella Repubblica nordcoreana, sotto di essa è presente il lago Paradiso del  Monte Paektu, la montagna sacra per i coreani e luogo in cui secondo la leggenda nacque Kim Jong-il. In basso, al centro del nastro rosso, è riportato in giallo il nome dello Stato in lingua coreana.

## Evoluzione dell'emblema

Ricostruzione del prototipo di emblema pubblicato su Chǒngro (giornale ufficiale del Partito Comunista di Corea prima e del Comitato centrale del Partito del Lavoro di Corea dopo, nato nel 1945) nel 1946 ed usato dal Comitato popolare della Corea del Nord.
L'emblema definito dalla costituzione provvisoria di febbraio del 1948, ritrae una fonderia in primo piano, con il Monte Paektue il Lago Paradiso nello sfondo.
L'emblema rivisitato a giugno del 1948, rimuovendo il martello e le due falci dall'interno della stella, e cambiando il posizionamento dei caratteri del nome ufficiale dello stato sul nastro rosso.
L'emblema nato in agosto del 1948 e utilizzato dal 20 settembre dello stesso anno, la fonderia è stata sostituita da una centrale idroelettrica, e al posto del Monte Paektu e del Lago Paradiso è ritratta una generica catena montuosa.
L'emblema attuale, versione revisionata di quello precedente dalla modifica della costituzione nel 1992, in utilizzo dal 20 ottobre 1993, ridisegnato per reincludere Monte Paektu e il Lago Paradiso.

## Utilizzi dell'emblema

L'emblema del Presidente della Commissione per gli Affari di Stato. (2016-presente)
La bandiera del Presidente della Commissione per gli Affari di Stato, vista per la prima volta al vertice tra Stati Uniti e Corea del Nord. (2016-presente)
Il fronte della bandiera del dipartimento di sicurezza dello Stato. (2023-presente)
Il fronte del prototipo della bandiera dell'Armata del Popolo Coreano progettata nel 1948 insieme all'emblema ma mai entrata in utilizzo, dal 2013 è entrata in utilizzo per scopi cerimoniali.
Il fronte della bandiera dell'Armata del Popolo Coreano, dal 2013 è tornata in utilizzo per scopi cerimoniali. (1948-1961)
Il fronte della bandiera della Guardia Rossa dei Lavoratori e dei Contadini, dal 2013 è tornata in utilizzo per scopi cerimoniali. (1948-1961)
Il fronte della bandiera dell'Armata del Popolo Coreano. (1961–1992)
Il fronte della bandiera dell'Armata del Popolo Coreano. (1992-1993)
Il fronte della bandiera del ministero delle forze armate popolari e dell'Armata del Popolo Coreano. (2023-presente)
Il fronte della bandiera delle forze terrestri dell'Armata del Popolo Coreano. (2023-presente)
Il fronte della bandiera delle forze missilistiche strategiche dell'Armata del Popolo Coreano. (2023-presente)
Il fronte della bandiera delle forza per operazioni speciali dell'Armata del popolo coreano. (2023-presente)
Il fronte della bandiera della forza aerea del Popolo Coreano. (2023-presente)
Il fronte della bandiera della marina militare del Popolo Coreano. (2023-presente)

## Stemmi e emblemi storici

Stemma di Goryeo.
Stemma dell'alta dinastia Joseon.
Stemma personale del re dell'alta dinastia Joseon.
Stemma personale del principe ereditario dell'alta dinastia Joseon.
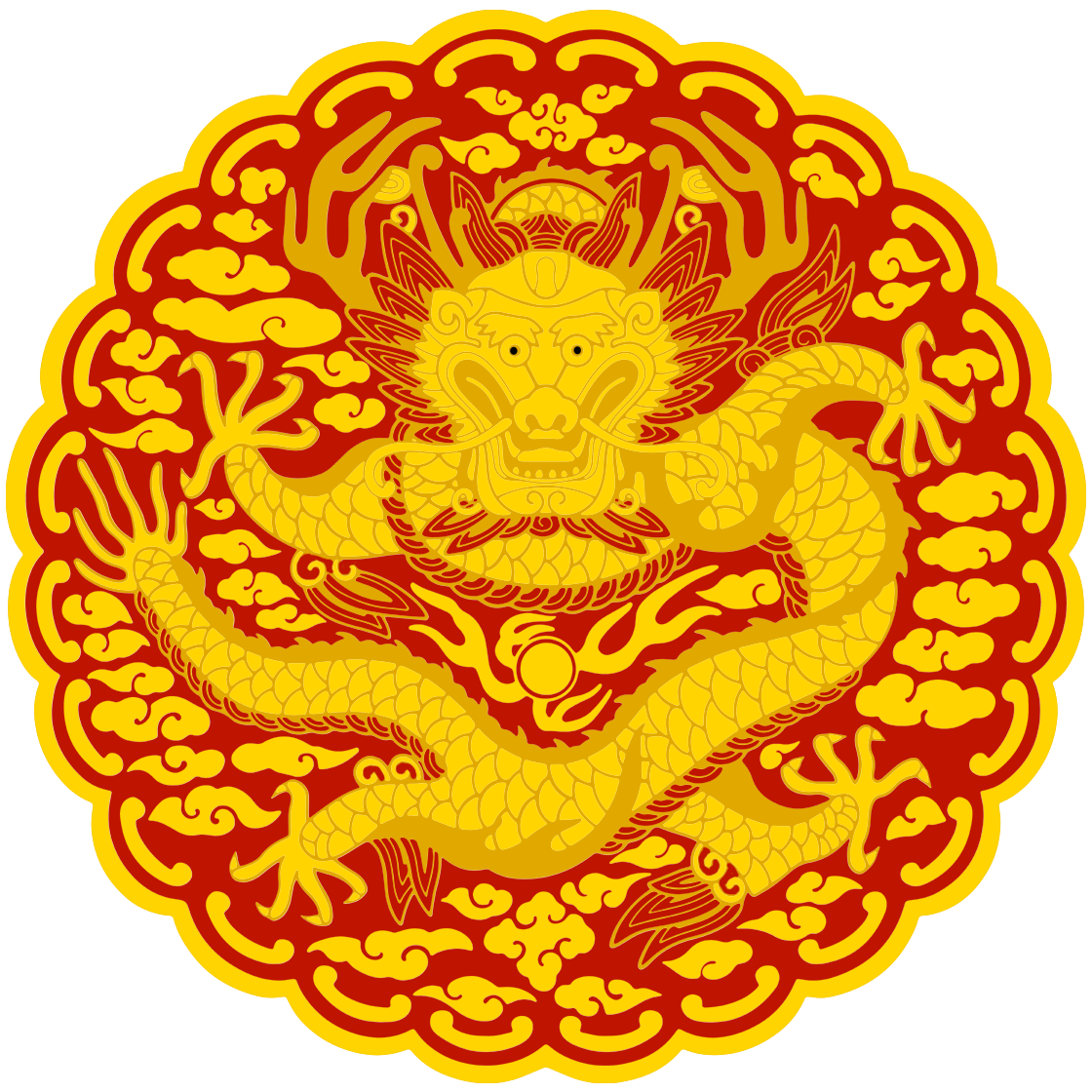
Stemma della tarda dinastia Joseon.
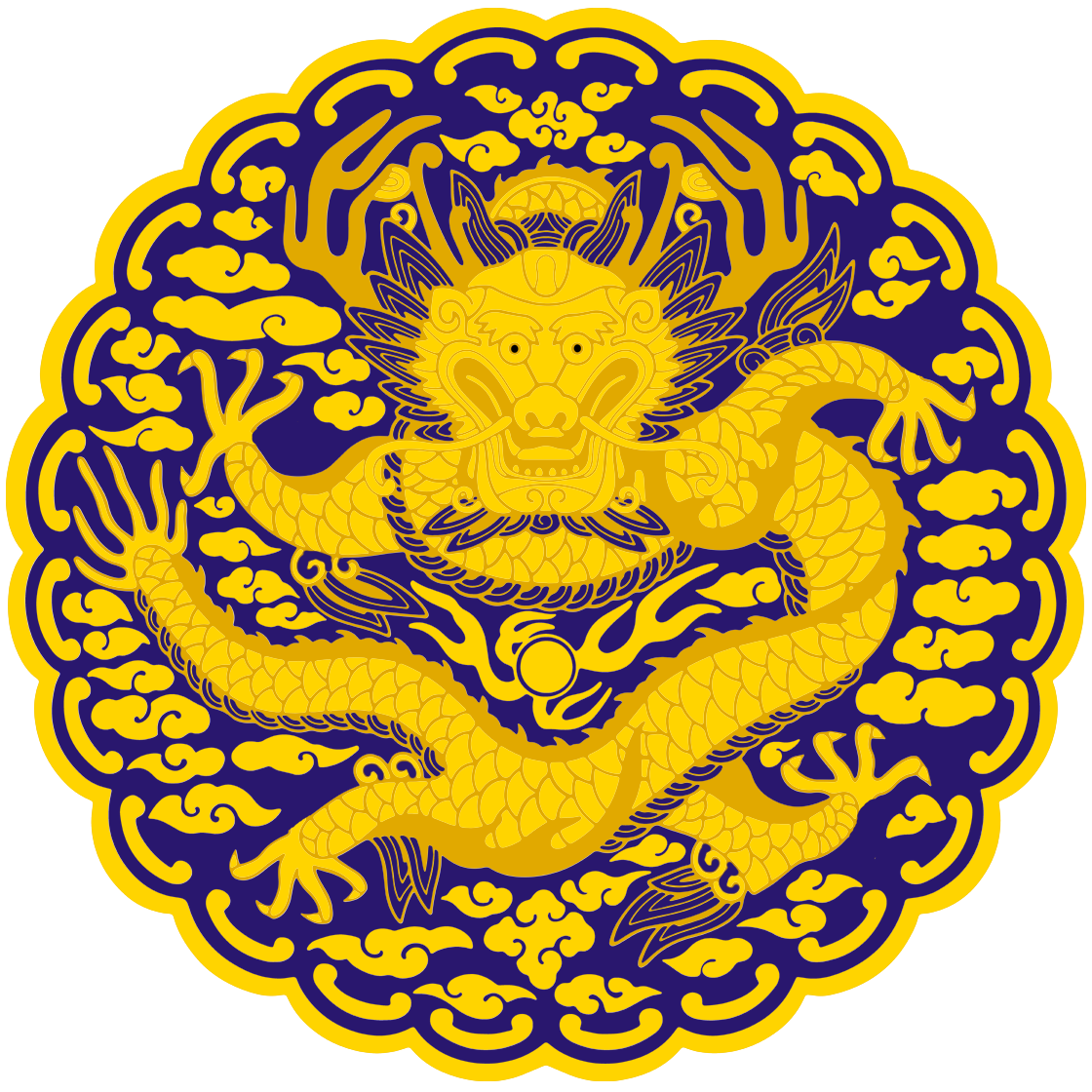
Stemma personale del principe ereditario della tarda dinastia Joseon.
Stemma reale di Joseon.
Emblema di Joseon. (1884–1897)
Emblema nazionale dell'Impero Coreano. (1900-1910)
Stemma nazionale dell'Impero Coreano. (1897-1910)
Emblema imperiale dell'Impero Coreano. (1897-1910)
Stemma imperiale dell'Impero Coreano. (1897-1910)
Stemma del governatore generale della Corea sotto il dominio giapponese. (1910-1945)
Emblema del Governo Provvisorio della Repubblica di Corea. (1919-1945)
Stemma della Repubblica Popolare di Corea. (1945-1946)
Emblema del Comitato popolare della Corea del Nord. (1947-1948)

## Stemmi locali

Stemma della regione amministrativa speciale di Sinŭiju. (2002-presente)

## Loghi e emblemi politici

Logo del Partito del Lavoro della Corea del Nord. (1946-1949)
Logo del Partito del Lavoro di Corea. (1949-presente)
Emblema del Partito del Lavoro di Corea. (1949-presente)
Emblema del presidente del Partito del Lavoro di Corea. (1949-presente)
Emblema del secretario generale del Partito del Lavoro di Corea. (1949-presente)
Emblema del Partito Socialdemocratico di Corea. (1945-presente)
Logo del Partito dei Giovani Amici del Cammino Celeste. (1946-presente)

## Loghi e emblemi delle organizzazioni di massa

Logo dell'Unione delle Donne Socialiste di Corea. (1945-presente)
Emblema dell'Unione dei Bambini di Corea. (1946-presente)
Emblema della Lega della Gioventù Socialista Patriottica. (1946-presente)

## Galleria d'immagini

L'emblema su un passaporto nordcoreano.
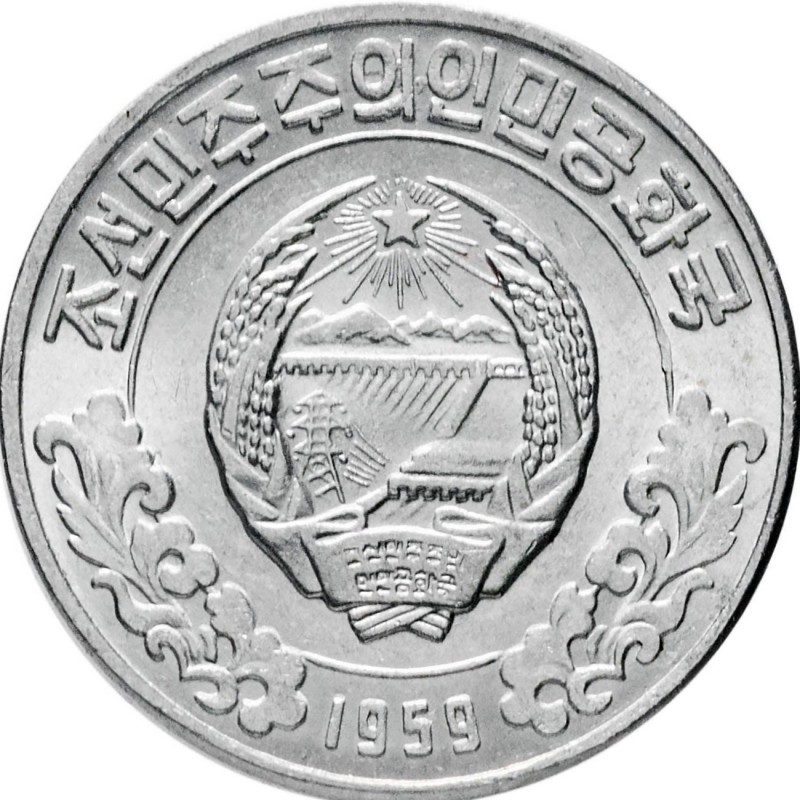
L'emblema sulla testa di 1 chon.
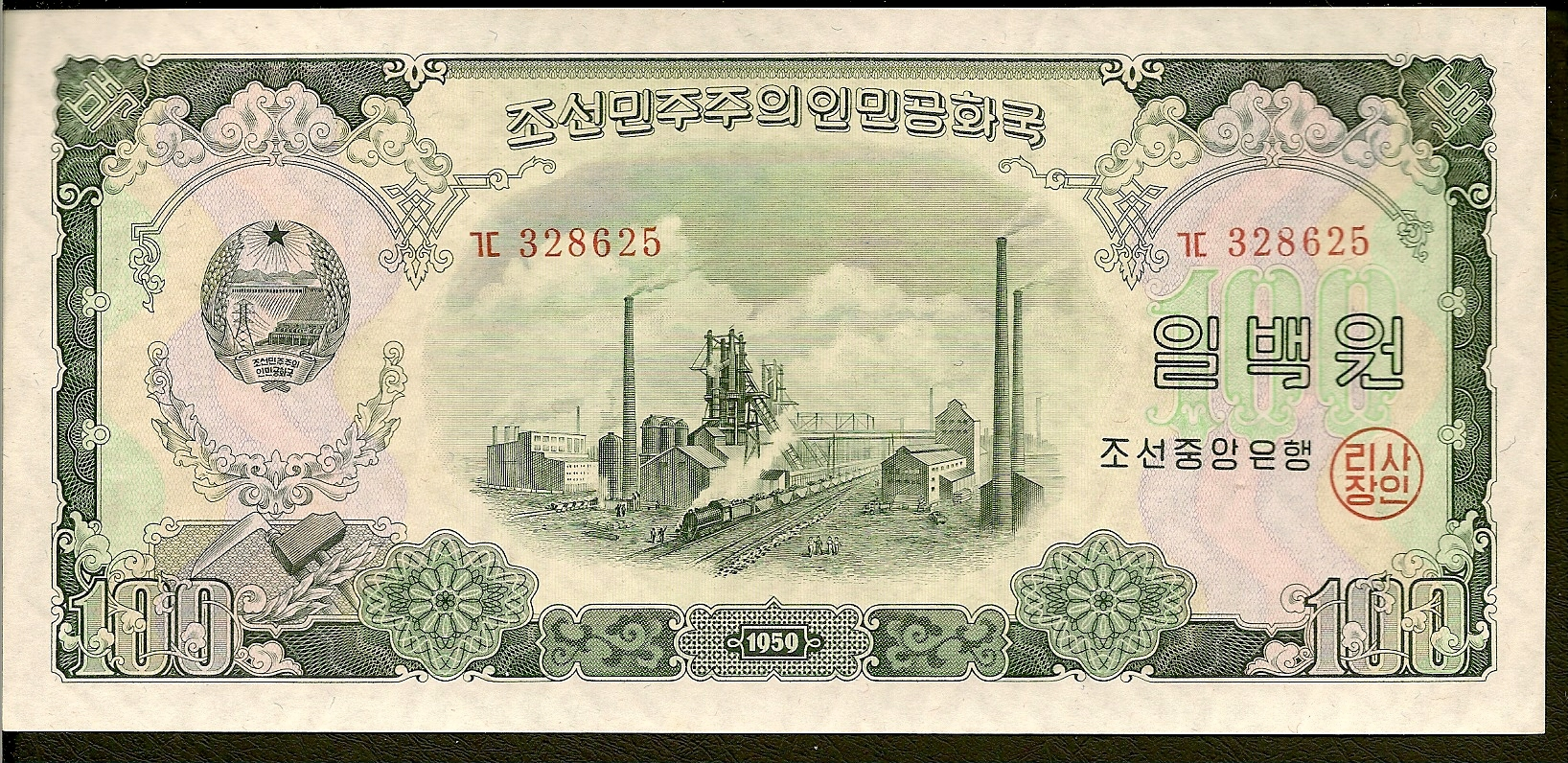
L'emblema sul fronte di 100 won
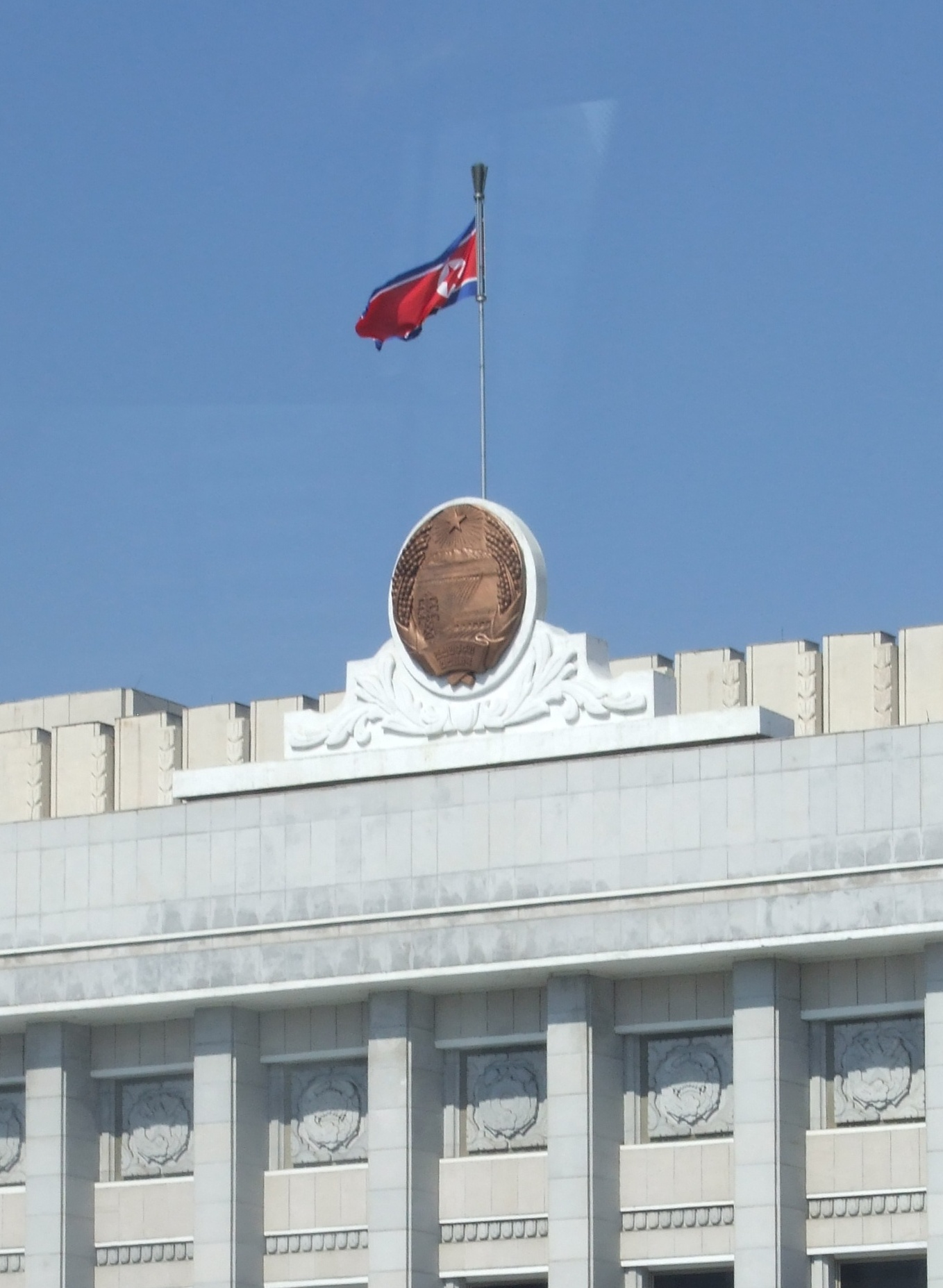
L'emblema presso Palazzo del Congresso Mansudae, sede dell'assemblea popolare suprema
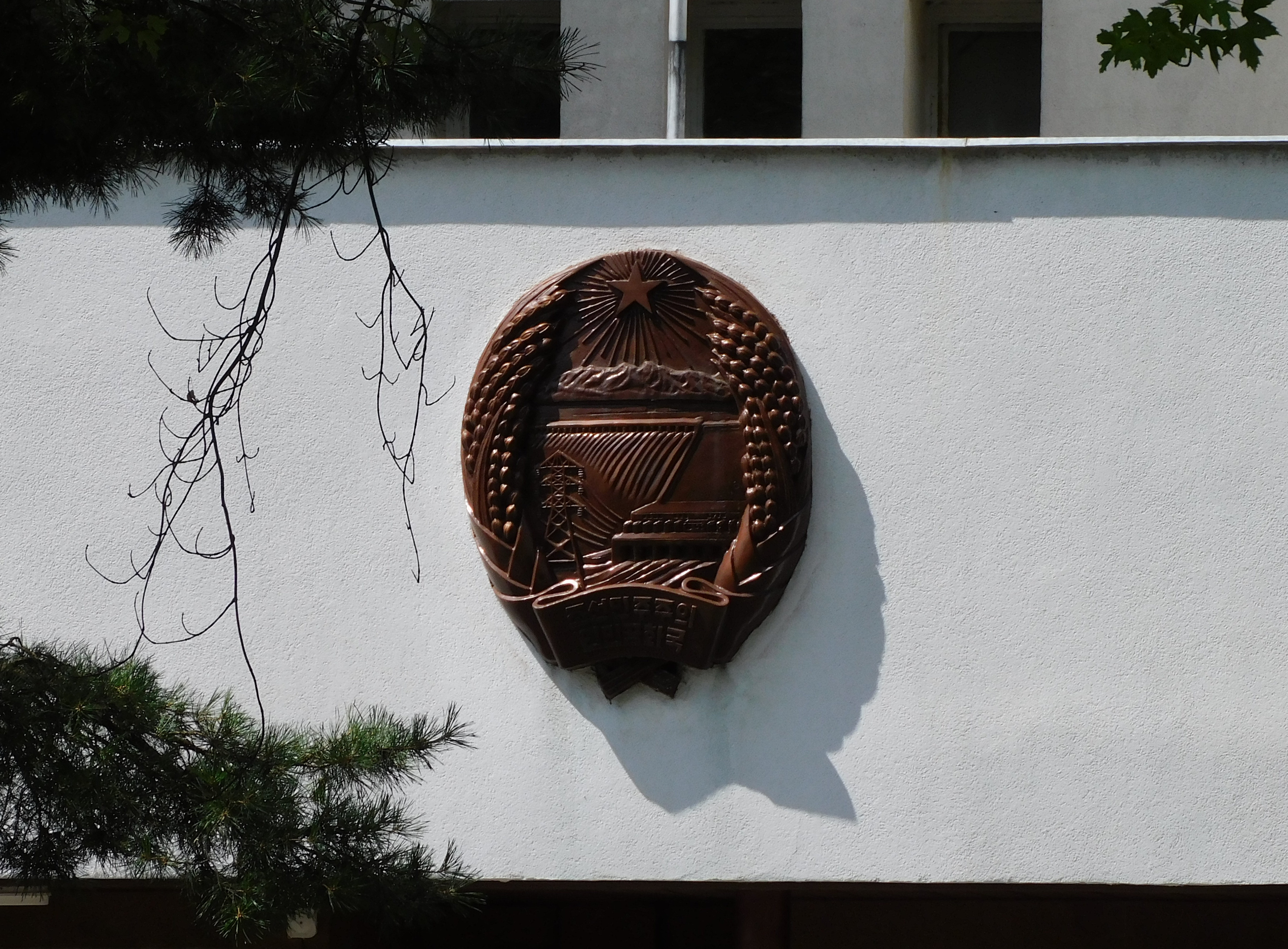
L'emblema presso l'ambasciata nordcoreana di Varsavia, Polonia
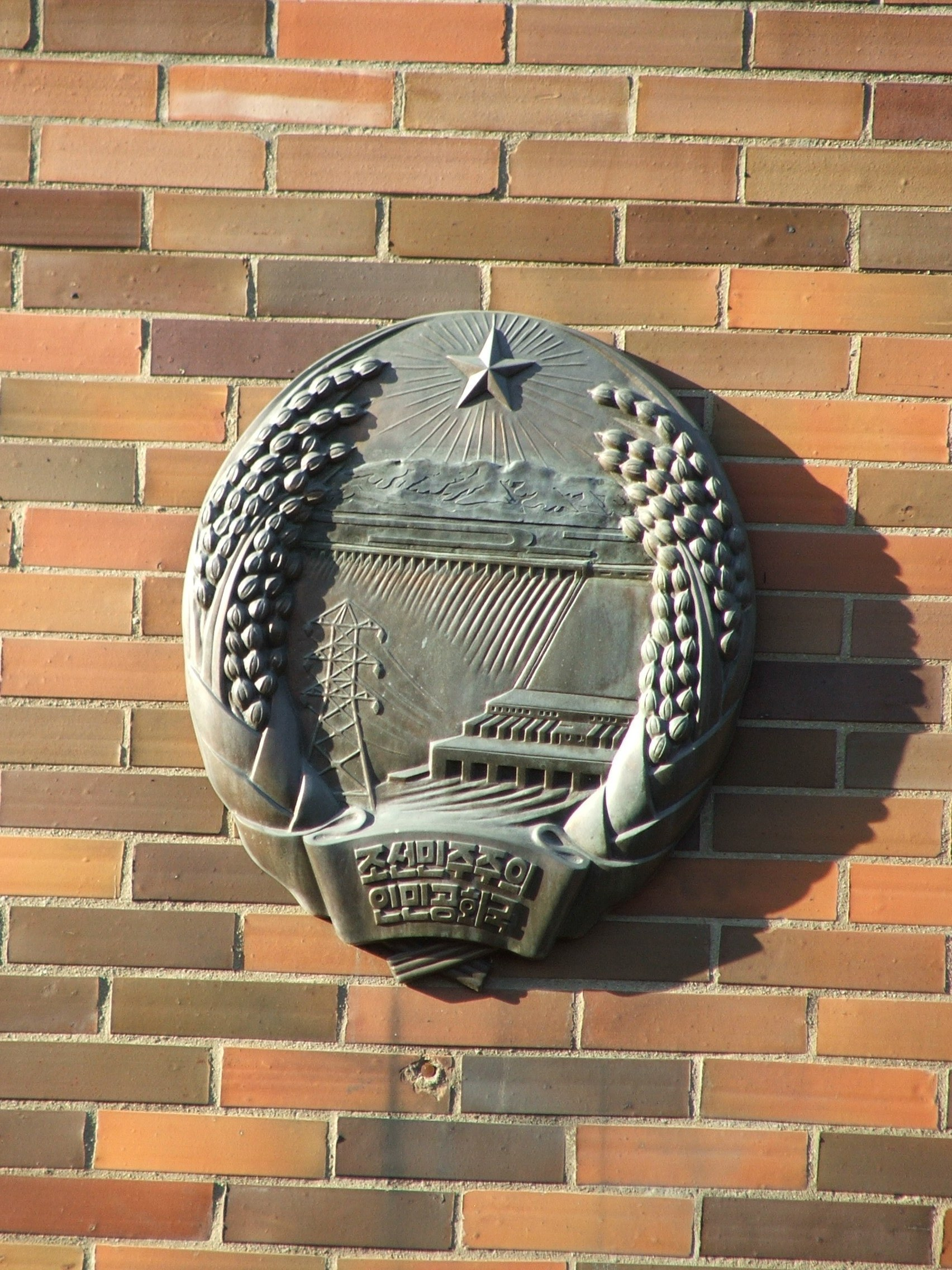
L'emblema presso l'ambasciata nordcoreana di Praga, Cechia.
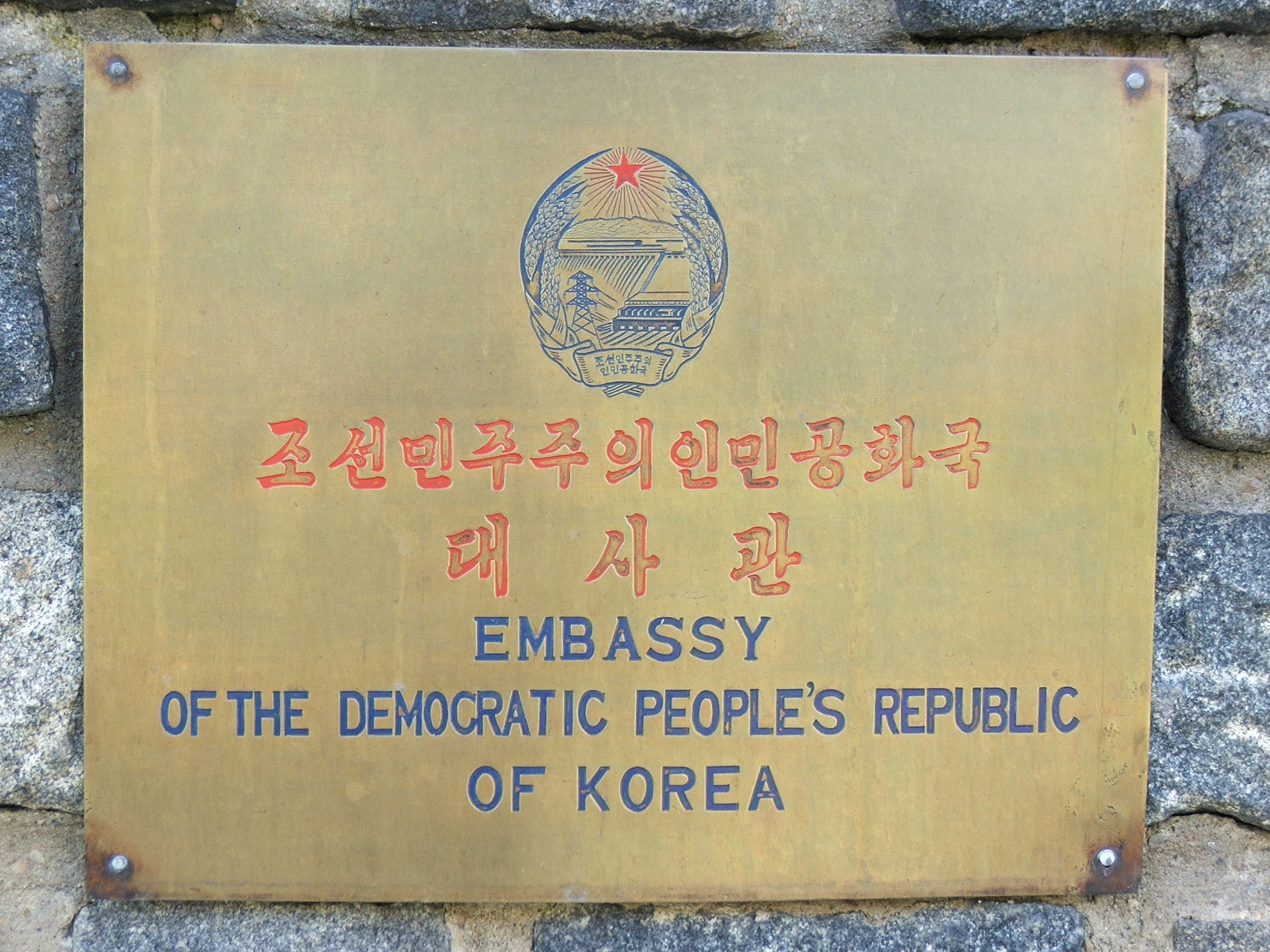
L'emblema sul muro dell'ambasciata nordcoreana di Praga, Cechia.
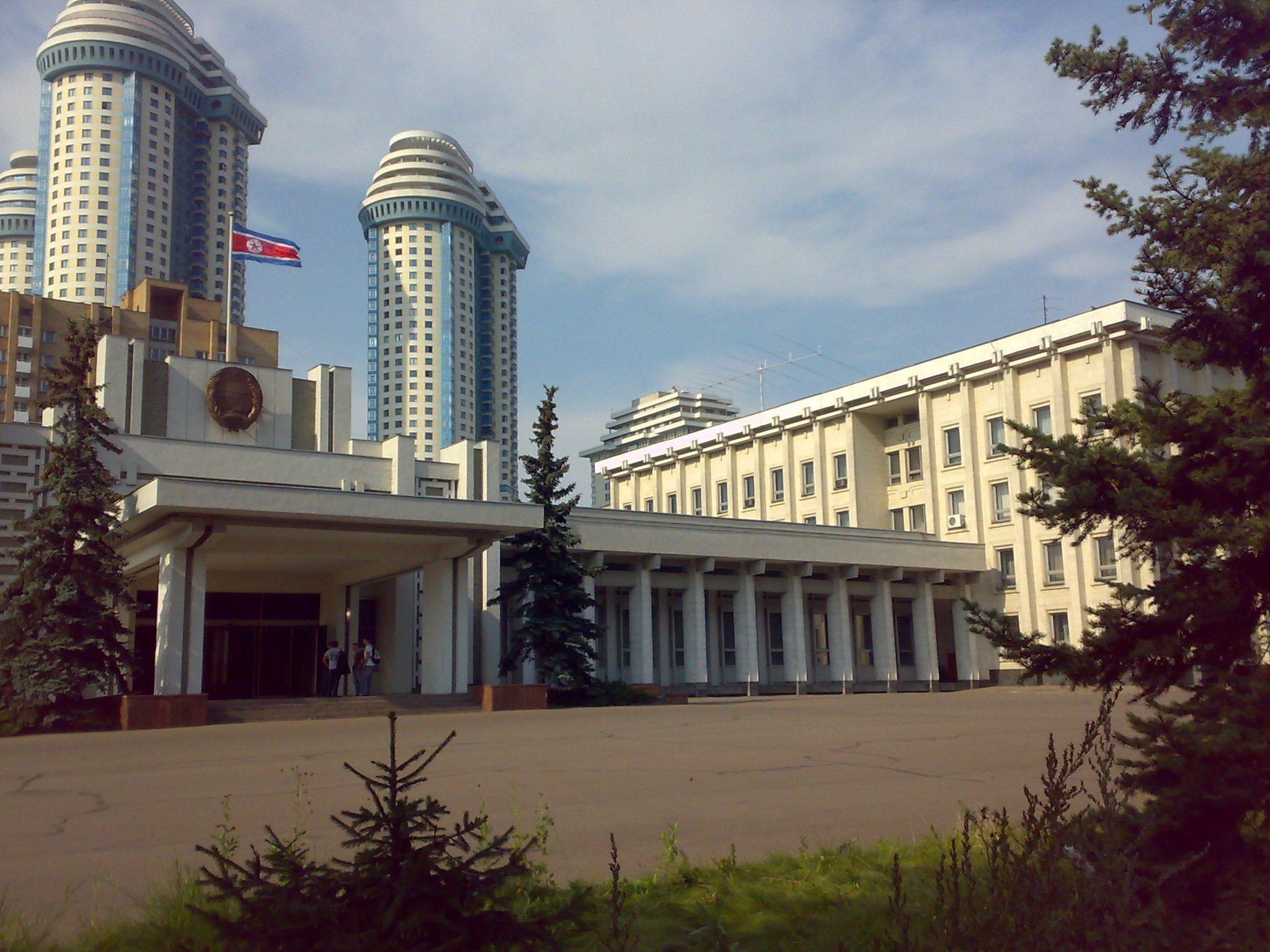
L'emblema presso l'ambasciata nordcoreana di Mosca, Russia,